# Third Planet
『Third Planet』是sphere的第3張專輯。2012年7月11日由GloryHeaven發售。

## 概要
與前作『Spring is here』相隔約1年4個月發售的作品，Blu-ray Disc『Blue Planet Box』同梱的數量限定特別仕様版，DVD同梱的限定生産盤、通常盤的3種形式發售。

## 收錄曲
1. LET·ME·DO!!
作詞：こだまさおり、作曲：オオヤギヒロオ、編曲：渡辺和紀
  - 日本電視台『スフィアクラブ』主題曲
2. Hazy
作詞：坂井季乃、作曲・編曲：黒須克彦
  - 電視動畫『花開物語』前期片尾曲
3. Planet Freedom
4. Hello, my love
作詞：こだまさおり、作曲・編曲：森谷敏紀
5. Non stop road
作詞：畑亜貴、作曲：江並哲志、編曲：虹音
  - 電視動畫『夏色奇蹟』主題曲
6. Stop Motion
7. Neo Eden
作詞：畑亜貴、作曲・編曲：増田武史
8. HIGH POWERED
作詞：畑亜貴、作曲・編曲：山元祐介
  - 電視動畫『侵略!?花枝娘』主題曲
9. Feathering me, Y/N?
作詞：畑亜貴、作曲・編曲：平田祥一郎
10. 虹色の約束
11. 通向明天的歸途
作詞：こだまさおり、作曲：町田紀彦、編曲：増田武史
  - 電視動畫『夏色奇蹟』片尾曲
12. GO AHEAD!!

### Blu-ray Disc（數量限定特別仕様版）
1. 「Planet Freedom」Music Clip
2. 『Spring Party is HERE!』LIVEダイジェスト映像 (at 2011/4/17 幕張メッセ国際展示場)

### DVD（限定生産版）
1. 「Planet Freedom」Music Clip
2. Making

## 外部連結
- Pl@net sphere（页面存档备份，存于）
- GloryHeaven介紹網頁
  - 限定生産盤[]
  - 数量限定特別仕様『Blue Planet Box』[]
  - 通常盤[]